# Arthur Wightman
Arthur Strong Wightman ([u̯àitmën]; Rochester, 30 marzo 1922 – Edison, 13 gennaio 2013) è stato un fisico e matematico statunitense.
Con la formulazione degli assiomi di Wightman è stato uno dei fondatori dell'approccio rigoroso alle teorie quantistiche dei campi e ha contribuito allo sviluppo di nuovi aspetti della fisica matematica moderna.

## Biografia
Arthur Wightman nacque il 30 marzo del 1922 a Rochester (New York). Studiò all'Università di Yale dove nel 1942 si laureò in fisica. Nel 1949  ottenne il dottorato all'Università di Princeton sotto la supervisione del fisico statunitense John Wheeler. Avrebbe voluto come supervisore il fisico teorico Eugene Wigner, ma in quel periodo era impegnato al Oak Ridge National Laboratory. All'inizio degli anni 50 diventò lecturer del dipartimento di fisica di Princeton.
Negli anni 1951-1952 e 1956-1957 fu ricercatore in visita all'Università di Copenhagen, all'istituto Niels Bohr, dove collaborò con Gunnar Källén e Lars Gårding. Nel 1957 fu all'Università di Parigi e negli anni 1963-1964 e 1968-1969 all'Institut des Hautes Études Scientifiques. Nel 1971 fu promosso a professore ordinario di fisica matematica a Princeton. Tra il 1977 e il 1978 fu visiting professor all'École Polytechnique a Parigi e nel 1982 all'Università di Adelaide. Andò in pensione nel 1992 continuando la sua ricerca come professore emerito.
Ebbe come allievi il fisico e matematico giapponese Huzihiro Araki, i fisici e matematici statunitensi Stephen Fulling e Barry Simon e il fisico statunitense Alan Sokal.
Arthur Wightman si sposò due volte. La sua prima moglie Anna-Greta Larsson fu un'artista e fotografa e morì prematuramente, così come la loro figlia Robin. La seconda moglie era la traduttrice bulgara Ludmilla Popova Wightman. Wightman è morto il 13 gennaio del 2013 a Princeton nel New Jersey.

## Carriera scientifica
Già durante gli studi universitari Arthur Wightman dimostrò di avere un particolare interesse per la matematica. In quegli anni, assieme al matematico statunitense John Tate, lavorò sulle rappresentazioni del gruppo di Poincaré.
Negli anni 50 introdusse i suoi celebri assiomi conosciuti come assiomi di Wightman che permettono una formulazione assiomatica della teoria quantistica dei campi relativistica, dove i campi quantistici sono descritti come distribuzioni. Il fisico svizzero Res Jost è riuscito a derivare il teorema CPT e il teorema spin-statistica dai principi primi, come mostrato nel libro di Wightman e di Ray Streater. Assieme a Eugene Wigner e Gian Carlo Wick, Wightman introdusse le regole di superselezione e assieme al matematico Lars Gårding studiò le rappresentazioni delle algebre del commutatore e dell'anticommutatore.

## Premi e onorificenze
Nel 1969 Arthur Wightman vinse il Premio Dannie Heineman per la fisica matematica per aver fondato e contribuito allo sviluppo dell'approccio assiomatico alla teoria quantistica dei campi e nel 1997 il Premio Henri Poincaré della International Association of Mathematical Physics per il suo ruolo centrale nella fondazione della teoria universale dei campi quantistici. Dal 1964 fu membro dell'American Physical Society, dal 1966 dell'American Academy of Arts and Sciences e dal 1970 dell'Accademia nazionale delle scienze degli Stati Uniti d'America. Nel 1962 fu invitato a tenere una conferenza al Congresso internazionale dei matematici a Stoccolma, e nel 1976 come Josiah Willard Gibbs Lecturer dalla Società Matematica Americana.

## Pubblicazioni selezionate
- (EN) Raymond F. Streater e Arthur S. Wightman, PCT, spin and statistics, and all that, 1989, ISBN 978-0691070629.
- (EN) Arthur S. Wightman, Quantum Field Theory in Terms of Vacuum Expectation Values, in Physical Review, vol. 101, 1956,  pp. 860–866, DOI:10.1103/PhysRev.101.860.
- (EN) Arthur S. Wightman e Lars Gårding, Fields as operator-valued distributions in relativistic quantum theory, in Arkiv för Fysik, vol. 28, 1965.
- (EN) Arthur S. Wightman, What is the point of so-called axiomatic field theory?, in Physics Today, vol. 22, n. 9, 1969,  pp. 53–58, DOI:10.1063/1.3035782.
- (EN) Arthur S. Wightman, Introduction to some aspects of the relativistic dynamics of quantized fields, Cargese Lectures in Theoretical Physics, Gordon and Breach Science Publishers, 1967.
- (EN) Arthur S. Wightman, Should We Believe in Quantum Field Theory?, in 15th Erice School of Subnuclear Physics: The Why's of Subnuclear Physics, 1977,  pp. 983–1025.
- (EN) Gian Carlo Wick, Arthur S. Wightman e Eugene P. Wigner, The intrinsic parity of elementary particles, in Physical Review, vol. 88, 1952,  pp. 101–105, DOI:10.1103/PhysRev.88.101.
- (EN) Arthur S. Wightman, Looking back at quantum field theory, in Physica Scripta, vol. 24, 1981,  pp. 813–816, DOI:10.1088/0031-8949/24/5/001.
- (EN) Arthur Jaffe, Arthur S. Wightman e Res Jost, For Res Jost, and To Arthur Wightman, in Communications in Mathematical Physics, vol. 132, n. 1, 1990,  pp. 1–4.
- (EN) Arthur S. Wightman, The theory of quantized fields in the 50s, in Pions to Quarks: Particle Physics in the 50s, vol. 50, 1989,  pp. 255–261.